# پوما (شرکت)
پوما (به انگلیسی: Poma) همچنین پوماژالسکی یک شرکت فرانسوی تولیدکننده سیستمهای حمل و نقل کابلی و تله‌کابین است.
شرکت پوما بعنوان اصلی‌ترین رقیب شرکت اتریشی-سوئیسی دوپل‌مایر است.